# Colos
Colos är en ort i Mexiko.   Den ligger i kommunen Zacapoaxtla och delstaten Puebla, i den sydöstra delen av landet, 170 km öster om huvudstaden Mexico City. Colos ligger 2 139 meter över havet och antalet invånare är 226.
Terrängen runt Colos är huvudsakligen kuperad, men åt nordost är den bergig. Colos ligger uppe på en höjd. Runt Colos är det ganska tätbefolkat, med 129 invånare per kvadratkilometer. Närmaste större samhälle är Zaragoza, 12,5 km söder om Colos. Omgivningarna runt Colos är en mosaik av jordbruksmark och naturlig växtlighet.